# Benjamin Bok
Benjamin Bok (Lelystad, 25 januari 1995) is een Nederlandse schaakgrootmeester (GM) met een FIDE-rating van 2640 in 2018. Als jeugdschaker won hij het NK t/m 10 (2005), het Open NK t/m 14 (2006), het NK t/m 12 (2007), het NK t/m 14 (2008), het NK rapid t/m 14 (2008) en het NK rapid t/m 25 (2010). Bok speelt in de Nederlandse competitie voor En Passant, dat uitkomt in de Meesterklasse. 
Zijn laatste GM-norm haalde Bok in het Tata Steel-toernooi in januari 2014.
In mei 2014 doorbrak hij voor het eerst de 2600-grens met een FIDE-rating van 2605.
In december 2015 won hij de London Chess Classic Open met een score van 8 uit 9 (TPR 2771). Bok won in februari 2016 het Daniël Noteboom-toernooi in Leiden. Bok maakte zijn debuut voor het nationale team op de Schaakolympiade Bakoe 2016 met een score van 5.5 uit 8 als bord 5 speler. In Isle of Man in oktober 2016 won hij met zwart van Nakamura (2787, nr. 7 van de wereld). Op het EK 2017 in Minsk, Wit-Rusland eindigde Bok als 15e. Hiermee plaatste hij zich voor de World Cup 2017 in Georgië, waar hij in de eerste ronde werd uitgeschakeld door de Rus Vladislav Artemiev. In december 2017 won Bok het Groningen Schaakfestival met een score van 7 uit 9. In maart 2018 nam hij deel aan het Europees kampioenschap schaken, gehouden in Batoemi, Georgië. Hij eindigde op plaats 18, en plaatste zich voor de World Cup 2019 in Khanty-Mansiysk, Rusland.

## Toernooioverwinningen
- Gedeeld 1e Groningen 2013 (7 uit 9)
- Open Kampioenschap van Gouda 2014 (5.5 uit 7)
- OGD Rapidtoernooi Delft 2014 (5.5 uit 7)[2]
- Bevrijdingstoernooi Wageningen 2015 (6 uit 7)[3]
- WLC Weekendtoernooi Eindhoven 2015 (Tevens Brabants Kampioenschap) (5 uit 6)
- Gedeeld 1e Limburg Open 2015 (5.5 uit 7)
- NK Internet 2015
- London Chess Classic Open 2015 (8 uit 9)
- Noteboom 2016 (5 uit 6)
- WLC Weekendtoernooi Eindhoven 2016 (Tevens Brabants Kampioenschap) (5.5 uit 6)
- Johan van Mil Toernooi 2016 (Tevens Brabants snelschaakkampioenschap) (15.5 uit 19)[4]
- Gedeeld 1e Raiffeisen Rapid Open 2016 (7.5 uit 9)
- Albert Heijn Bennekom-toernooi 2016 (6 uit 7)
- Gedeeld 1e Bevrijdingstoernooi Wageningen 2017 (6 uit 7)
- Gedeeld 1e HZ-Toernooi Vlissingen 2017 (7.5 uit 9)

## Prestaties nationaal team
- Olympiade Baku 2016: 5.5 uit 8 (bord 5)
- EK Teams 2017: 2.5 uit 6 (bord 3)